# Eñepa jezik
Eñepa jezik (e’ñapa woromaipu, abira, eñapa, eñepa, eye, panare, panari; ISO 639-3: pbh), jezik Panare Indijanaca iz venezuelske države Bolívar, kojim govori oko 3 540 ljudi (2001 popis) u dvadeset ili više sela. Pripada sjevernokaripskoj skupini, zapadnogijanska podskupina. 
Žene su gotovo sve monolingualne, a u novije vrijeme bilingualnost (španjolski) se javlja tek među muškarcima.

## Vanjske poveznice
- Ethnologue (14th)
- Ethnologue (15th)